# Angie Harmon
Angela Michelle „Angie“ Harmon (* 10. srpna 1972 Highland Park, Texas, USA) je americká televizní a filmová herečka a modelka. Je známá díky účinkování v seriálech Baywatch Nights a Zákon a pořádek, v letech 2010–2016 hrála detektivku Jane Rizzoliovou v seriálu Rizzoli & Isles: Vraždy na pitevně.

## Osobní život
Angie Harmon se narodila 10. srpna 1972 v Highland Parku v Texasu rodičům Daphne Demar a Lawrenci Paulu Harmonovi.
Působila jako dětská modelka, v roce 1987 vyhrála modelingovou soutěž Seventeen. Pracovala jako modelka pro Calvin Klein a Giorgio Armani.

## Filmografie

### Film
| Rok  | Film                               | Role                     | Poznámky |
| ---- | ---------------------------------- | ------------------------ | -------- |
| 1997 | Lawn Dogs                          | Pam                      |          |
| 2000 | Batman Beyond: Return of the Joker | Komisařka Barbara Gordon | Dabing   |
| 2001 | Zeptejte se Cindy                  | Page Hensen              |          |
| 2003 | Agent Cody Banks                   | Ronica Miles             |          |
| 2005 | Dohoda                             | Anna                     |          |
| 2005 | Finty Dicka a Jane                 | Veronica Cleeman         |          |
| 2006 | Konec hry                          | Kate Crawford            |          |
| 2006 | Skleněný dům 2                     | Eve Goode                |          |
| 2007 | Muž proti muži                     | Rose                     |          |

### Televize
| Rok       | Název                                     | Role                      | Poznámky                                  |
| --------- | ----------------------------------------- | ------------------------- | ----------------------------------------- |
| 1995      | Odpadlík                                  | Debbie Prentice           | Epizoda: "Offshore Thunder"               |
| 1995–1997 | Baywatch Nights                           | Ryan McBride              | 44 epizod                                 |
| 1996      | Pobřežní hlídka                           | Ryan McBride              | Epizoda: "Sail Away"                      |
| 1997–1998 | C-16: FBI                                 | Amanda Reardon            | 13 epizod                                 |
| 1998–2001 | Zákon a pořádek                           | Abbie Carmichael          | 72 epizod                                 |
| 1999–2000 | Zákon a pořádek: Útvar pro zvláštní oběti | Abbie Carmichael          | 6 epizod                                  |
| 2000–2001 | Batman budoucnosti                        | Komisařka Barbara Gordon  | 3 epizody                                 |
| 2002      | Videovoyeur                               | Susan Wilson              | Film                                      |
| 2005      | Inconceivable                             | Dr. Nora Campbell         | 10 epizod                                 |
| 2006      | Secrets of a Small Town                   | Bethany Steele            | Epizoda: "Pilot"                          |
| 2007–2008 | Profesionálky                             | Inspektorka Lindsay Boxer | 13 epizod                                 |
| 2008      | Živoucí důkaz                             | Lilly Tartikoff           | Film                                      |
| 2009      | Samantha Who?                             | Gigi                      | Epizoda: "The Other Woman"                |
| 2010      | Chuck                                     | Sydney                    | Epizoda: "Chuck Versus Operation Awesome" |
| 2010–2016 | Rizzoli & Isles: Vraždy na pitevně        | Jane Rizzoli              |                                           |